# J. Hellmut Freund
Joachim Hellmut Freund (geb. 12. September 1919 in Berlin; gest. 29. Februar 2004 in Frankfurt am Main) war ein deutscher Journalist, Lektor und Autor. Unter dem Nationalsozialismus musste er aus Deutschland fliehen und emigrierte nach Montevideo. Nach seiner Rückkehr prägte er als Lektor das literarische Programm des S. Fischer Verlages bis zu seinem Tod.

## Leben
J. Hellmut Freund wurde als einziger Sohn seiner Eltern in einer jüdischen Familie in Berlin geboren. Sein Vater Georg Freund war ein angesehener Journalist und mehrere Jahre stellvertretender Chefredakteur der Deutschen Allgemeinen Zeitung. Von ihm lernte er früh das Lesen. Er besuchte das Askanische Gymnasium in Berlin. Ab der Mitte der 1930er Jahre fand der jüdische Religionsunterricht in den Privaträumen des Lehrers Kantorowsky statt. Freund gehörte 1938 neben Marcel Reich-Ranicki zu den letzten beiden jüdischen Schülern, die an einem städtischen Berliner Gymnasium noch das Abitur ablegen konnten; im Fach Deutsch erhielt er eine Eins. Ende Januar 1939 emigrierte er mit seinen Eltern, den Großeltern mütterlicherseits und seinem Onkel, einem Kinderarzt, nach Montevideo in Uruguay. Das häusliche Mobiliar, das sie mitnahmen, behielt Freund sein Leben lang. Die Flucht aus Deutschland kommentierte er in seiner Biografie mit den Worten: „Unseres Bleibens, das war klar, konnte nicht mehr sein.“
In Montevideo unterrichtete er zunächst als Privatlehrer die deutsche Sprache, verfasste bald Theater- und Musikkritiken für Zeitungen, bekam eine eigene Musiksendung bei der privaten Radiostation La Voz del Día und publizierte in dem von Susana Soca herausgegebenen Literaturmagazin Entregas de la Licorne. Er übersetzte auch deutsche Autoren wie Thomas Mann, Hugo von Hofmannsthal und Rudolf Pannwitz ins Spanische. Er lernte den Schriftsteller Jorge Luis Borges kennen, den Journalisten Dolf Sternberger und pflegte Freundschaften mit zahlreichen Musikern, darunter mit dem Dirigenten Fritz Busch, den er bewunderte, und für den er zwischendurch als Sekretär tätig war, wenn Busch, der in dieser Zeit in Argentinien lebte, Konzerte in Montevideo gab. Einer seiner Mentoren war der ebenfalls aus Berlin geflohene Schriftsteller Karl Leopold Mayer (1880–1965), ein Jurist, dem der Doktorgrad von der juristischen Fakultät Leipzig zur Zeit des Nationalsozialismus aberkannt worden war.
Als Pressereporter kam er auf dem Erstflug der Lufthansa von Montevideo in die Bundesrepublik Deutschland 1957 erstmals in sein Heimatland seit Kriegsende. Zur Eröffnungsfeier sollte der wegen seiner NS-Vergangenheit in die Diskussion geratene Staatssekretär Hans Globke die deutsche Delegation leiten, was nach der Intervention von Freund abgesagt wurde. Freund hatte zuvor die Teilnehmerliste der deutschen Delegation öffentlich gemacht, was zu erheblichen Protesten in den jüdischen Gemeinden Uruguays und Argentiniens führte.
1960 kehrte J. Hellmut Freund endgültig nach Deutschland zurück und kurz darauf folgten seine Eltern nach. Gottfried Bermann Fischer hatte ihn erfolgreich als Mitarbeiter für den S. Fischer Verlag geworben. Freund wurde Lektor für literarische Texte der klassischen Moderne, darunter die Tagebücher von Thomas Mann. Zu den Autoren, deren Bücher er betreute, gehörten Annette Kolb und Joseph Conrad. Neben Rudolf Hirsch (1905–1996) und Günther Busch prägte er das literarische Programm des Fischer Verlages und bis zu seinem Tod im Jahr 2004 gestaltete er es als Ratgeber mit. Posthum erschienen 2005 seine Erinnerungen unter dem Titel Vor dem Zitronenbaum. Autobiografische Abschweifungen eines Zurückgekehrten. Seine auf Band gesprochene Autobiografie konnte er nicht mehr vollenden. Sie bricht 1961 ab.
Seine Verfolgungsgeschichte, so sagte er, sei atypisch verlaufen. Seine Herkunftsfamilie blieb vom Holocaust verschont. Der Vater erreichte ein hohes Alter, die Mutter starb knapp vor ihrem 100. Geburtstag. J. Hellmut Freund wurde neben seinen Eltern auf einem jüdischen Friedhof in Frankfurt am Main beigesetzt.

## Veröffentlichungen
- Vor dem Zitronenbaum. Autobiografische Abschweifungen eines Zurückgekehrten. Berlin – Montevideo – Frankfurt am Main. Herausgegeben von Vikki Schaefer und Leo Domzalski. S. Fischer Verlag, Frankfurt am Main 2005. Mit der CD Nicht nur Bücher haben ihre Schicksale – auch Büchermacher. J. Hellmut Freund im Gespräch mit Klaus Schulz am 30. Oktober 1993. ISBN 3-10-023303-4

Herausgeber (Auswahl)
- Der goldene Schnitt. Grosse Erzähler im S. Fischer Verl. 1886–1914, S. Fischer, Frankfurt a. M. 1964
- Eine Auslese. Stefan Zweig, Ueberreuter, Wien/Heidelberg 1986

Essay
- Arte foto-gráfica. Alrededor de la producción de Arno y Jeanne Mandello, in: Entregas de la Licorne, Montevideo 1953, S. 165–174;  vollständige Ausgabe auf periodicas.edu.uy (PDF; 12 MB)

## Belege und Anmerkungen
1. ↑  Seinen Vornamen Joachim hat er selbst zu J. gekürzt.
2. 1 2  Lorenz Jäger: Die lange Zeit unbesorgten Erzählens. In: FAZ, 25. November 2005
3. 1 2 3 4  Deborah Vietor-Engländer: Hellmut Freund (12. September 1919 – 29. Februar 2004). In: Neuer Nachrichtenbrief der Gesellschaft für Exilforschung e. V. Ausgabe 24 vom Dezember 2004, S. 9f.
4. 1 2 3  Ulrich Weinzierl: Das Ich altert nicht. In: Die Welt, 1. Juni 2006
5. ↑  Zitiert von Ursula Pia Jauch. In: NZZ
6. 1 2  Ursula Pia Jauch: Der Lektor J. Hellmut Freund schaut zurück ohne Zorn. Autobiografische Abschweifungen. In: NZZ, 12. April 2006
7. ↑  10 Jahre La Voz del Día, hrsg. von Audición La Voz del Día, Radio América, Montevideo 1948. Mit dem Beitrag Aus dem Montevideaner Kulturecho von Joachim Hellmut Freund. S. 25–27
8. ↑  Thomas Henne (Hrsg.): Die Aberkennung von Doktorgraden an der Juristenfakultät der Universität Leipzig 1933–1945. Leipziger Universitätsverlag, 2007, ISBN 978-3-86583-194-1, S. 9 f.
9. ↑  Erik Lommatzsch: Hans Globke (1898–1973). Beamter im Dritten Reich und Staatssekretär Adenauers. Campus Verlag, Frankfurt am Main / New York 2009, ISBN 978-3-593-39035-2, S. 311
10. ↑  Rezensionen in den Feuilletons: Die Welt, Neue Zürcher Zeitung, Süddeutsche Zeitung, Frankfurter Rundschau (Rezensionsnotizen bei Perlentaucher) und Frankfurter Allgemeine Zeitung

| Personendaten    | Personendaten              |
| ---------------- | -------------------------- |
| NAME             | Freund, J. Hellmut         |
| ALTERNATIVNAMEN  | Freund, Joachim Hellmut    |
| KURZBESCHREIBUNG | deutscher Lektor und Autor |
| GEBURTSDATUM     | 12. September 1919         |
| GEBURTSORT       | Berlin                     |
| STERBEDATUM      | 29. Februar 2004           |
| STERBEORT        | Frankfurt am Main          |